# Bettelheim Éva
Bettelheim Éva (19. század) hebraista és talmudi jogszakértő, korában egyedül álló, nagy tudású nő volt, Bettelheim Sámuel felesége. Számos kérdésben folyamodtak hozzá s válaszai nagy elismerést szereztek. Emellett mind a modern, mind a klasszikus nyelvekben nagy járatossága volt. Hodzsa Milán, a későbbi szláv agitátor és evangélikus lelkész volt a tanítója a klasszikus nyelvekben. Reszponzumai első ízben 1912-ben jelentek meg.